# Nils-Göran Bennich-Björkman
Nils-Göran Bennich-Björkman, känd som Bennich, född 28 februari 1929 i Nyköping, död 23 december 2023 i Stockholm, var en svensk kanotseglare och konstruktör till flera segelkanoter. Han var son till bokhandlare Nils Bennich-Björkman och Signe, född Edlund. 1957 avlade Bennich-Björkman examen vid Konstfacks fackavdelning för metallarbeten och ställde ut på Galerie Catharina 1962.
1959 startade Nils-Göran Bennich-Björkman Ungdomarnas Båtbygge i Stockholm. I denna verksamhet bygger ungdomar sin egen kanot eller jolle. Genom åren har det byggts mer än 600 farkoster. 
1968 ritade Bennich B-kanoten och 1976 även A-kanoten. Båda dessa entypsbåtar är avsedda för ungdomar.
Han kappseglade bland annat i klassen C-kanot och blev distriktsmästare i Stockholm 1971, tog andraplatsen vid Rastaholmsregattan utanför Stockholm 1972 och fick silvermedalj vid SM 1983.
Bennich-Björkman var hedersmedlem i Föreningen för Kanot-Idrott. Han är gravsatt i askgravlunden på Södertälje kyrkogård.

## Nitton års långsegling med segelkanot
1990 gick Bennich-Björkman i pension. Han hade då byggt den 6,5 meter långa segelkanoten Peter Pan. I denna kanotkryssare seglade han över världshaven i nitton års tid, för att 2009 vid 82 års ålder återvända till Sverige.